# Giōrgos Katsikas
Giōrgos Katsikas (in greco Γιώργος Κατσικάς; Salonicco, 14 giugno 1990) è un calciatore greco, difensore del Doxa Assirou.

## Caratteristiche tecniche
È un difensore centrale.